# Stazione di Città del Ragazzo
Stazione di Città del Ragazzo vasútállomás Olaszországban, Ferrara településen.

## Vasútvonalak
Az állomást az alábbi vasútvonalak érintik:
- Ferrara–Codigoro-vasútvonal

## Kapcsolódó állomások
A vasútállomáshoz az alábbi állomások vannak a legközelebb:
- Stazione di Cona Ospedale (Stazione di Codigoro, Ferrara–Codigoro-vasútvonal)
- Stazione di Ferrara via Boschetto (Stazione di Ferrara, Ferrara–Codigoro-vasútvonal)